# Teresa Korwin Gosiewska
Teresa Korwin Gosiewska, född okänt år, död 1708, var en polsk adelskvinna. Hon är känd som den inflytelserika gunstlingen till Polens politiskt aktiva drottning Marie Casimire Louise de la Grange d'Arquien.